# Emil Săndoi
Emil Săndoi (Craiova, 1 de março, 1965) é um ex-futebolista romeno.